# Jacek Głomb
Jacek Głomb (n. 1965, Tarnów) este un regizor polonez de film și teatru. Din 1994 a fost director al Teatrului "Helena Modrzejewska" din Legnica. A absolvit Facultatea de Istorie din cadrul Universității Jagiellone din Cracovia. Și-a început activitatea teatrală în teatrele independente din Tarnów.

## Spectacole de teatru
- Trzej muszkieterowie, (1995)
- Zły, (1996)
- Don Kichot uleczony, (1997)
- Koriolan, (1998)
- Ballada o Zakaczawiu, (2000)
- Hamlet, Książę Danii, (2001)
- Obywatel M – historyja, (2002)
- Mersi, czyli przypadki Szypowa, (2002)
- Wschody i Zachody Miasta, (2003)
- Szaweł, (2004)
- Otello, (2006)
- Zabijanie Gomułki, (2007)
- Łemko, (2007)
- Palę Rosję! – Opowieść syberyjska, (2009)
- Zapach żużla, (2010)
- Kochankowie z Werony, (2011)
- Marsz Polonia, (2012)
- Kokolobolo, czyli opowieść o przypadkach Ślepego Maksa i Szai Magnata, (2012)